# Rễ khí sinh

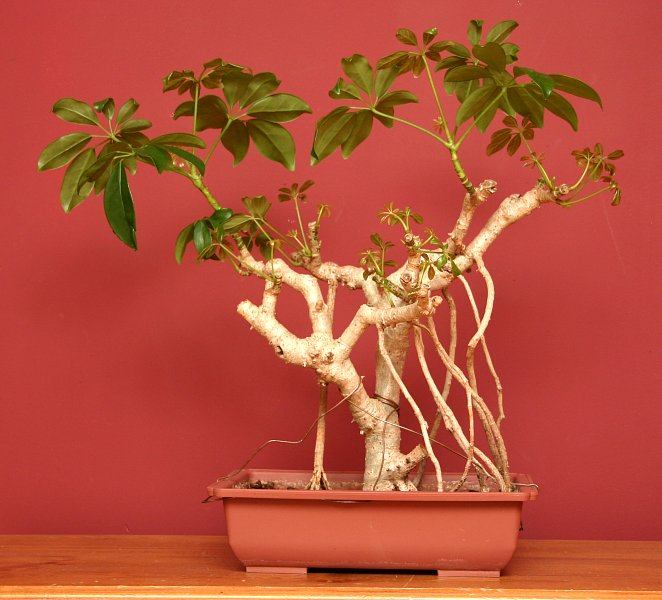
Bonsai trong nhà Schefflera arboricola

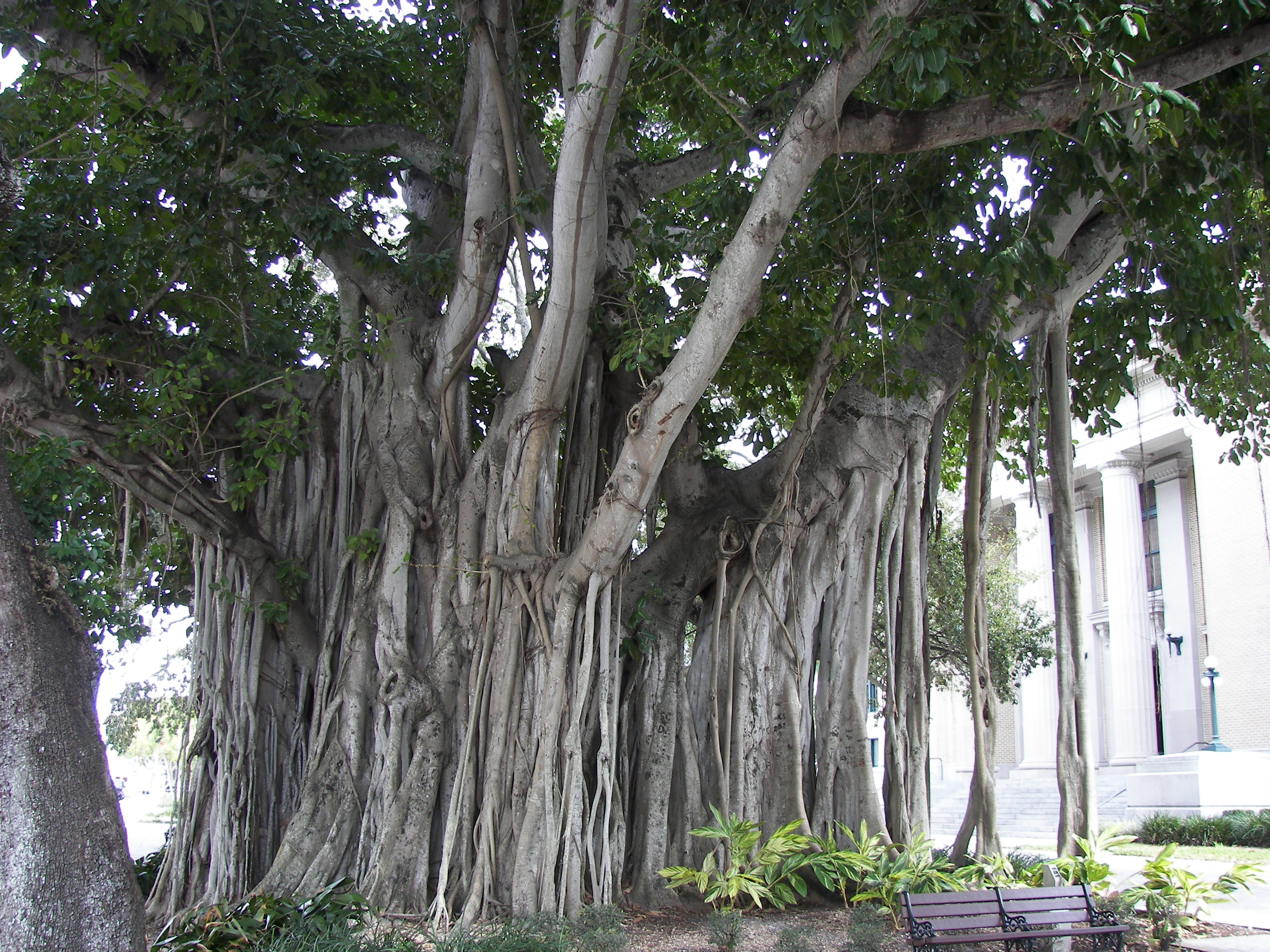
Cây đa ở Fort Myers, Florida

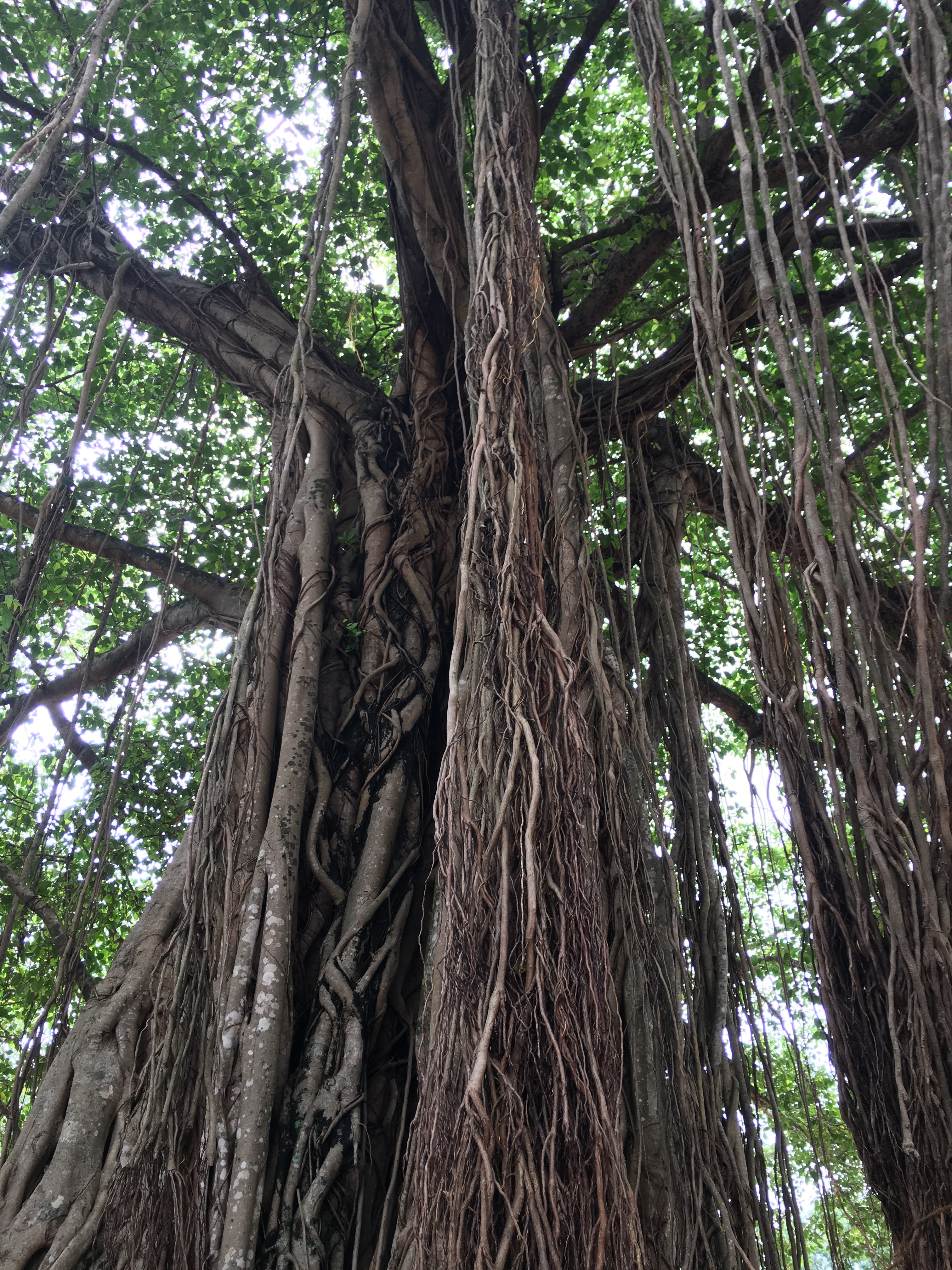
Cây đa ở đền thờ Kodungallur, Kerala, Ấn Độ

Rễ khí sinh là rễ mọc trong không khí lơ lững trong không trung hay cắm thẳng xuống đất. Chúng được tìm thấy trong các loài thực vật khác nhau, bao gồm các thực vật biểu sinh như cây phong lan, cây rừng ngập mặn ven biển nhiệt đới như thực vật ngập mặn, cây đa, dây thường xuân, cây sanh (còn gọi là cây si) và Toxicodendron radicans.

## Chức năng
Chức năng chính của rễ khí sinh là để hấp thụ hơi ẩm của không khí và chất dinh dưỡng hòa tan nhờ ở mặt ngoài có một lớp mô xốp bao bọc. Mặt khác, với nhiều loại cây có thân to lớn như cây đa, rễ khí sinh còn có tác dụng phụ trợ là nâng đỡ. Cũng có loại rễ khí sinh có màu xanh chứa chất diệp lục, có thể quang hợp tạo ra chất dinh dưỡng.